# 松塔格贝格
松塔格贝格是奥地利下奥地利州阿姆施泰滕县的一个市镇。总面积18.41平方公里，总人口4059人，人口密度220.5人/平方公里（2005年）。